# أندرو دبليو. دويغ
أندرو دبليو. دويغ هو مصرفي ومحامي وقاضي وسياسي أمريكي، ولد في 24 يوليو 1799 في Salem, New York ‏ في الولايات المتحدة، وتوفي في 11 يوليو 1875 في بروكلين في الولايات المتحدة. نشط حزبياً في الحزب الديمقراطي. وقد انتخب عضو جمعية ولاية نيويورك ‏ وانتخب عضو مجلس النواب الأمريكي.